# 加藤彰廉

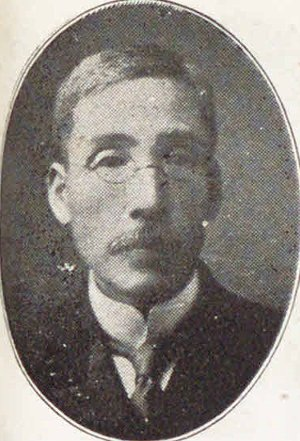
加藤彰廉

加藤 彰廉（かとう あきかど、文久元年12月27日（1862年1月26日） - 昭和8年（1933年）9月18日）は、衆議院議員（無所属団→公友倶楽部→公正会）、教育者。

## 経歴
伊予松山藩士宮城正修の二男として江戸に生まれ、加藤彰の養子となった。1884年（明治17年）、東京大学文学部を卒業。文部省御用掛、主税局御用掛、大蔵属を歴任した。1888年（明治21年）、山口高等中学校教諭となり、1894年（明治27年）に広島中学校の校長に就任した。
1895年（明治28年）に市立大阪商業学校（現在の大阪市立大学）教諭に招かれ、1899年（明治32年）に校長となり、1901年（明治34年）まで務めた（任期中に市立大阪高等商業学校に校名変更）。その後、大阪高等学校教諭を務め、1909年（明治42年）から1915年（大正4年）まで再び大阪高等商業学校校長を務めた。
1915年、第12回衆議院議員総選挙に大阪府から出馬し、当選した。
1916年、愛媛県松山市の私立北予中学校校長に就任。1923年（大正12年）、松山高等商業学校（現在の松山大学）が創設されると初代校長となり、死去するまで在職した。
その他に第五十二銀行の取締役を務めた。

## 栄典
- 1891年（明治24年）12月21日 - 従七位[6]
- 1910年（明治43年）12月26日 - 勲六等瑞宝章[7]